# Ogier de Danemarche
 (avril 2019).
Si vous disposez d'ouvrages ou d'articles de référence ou si vous connaissez des sites web de qualité traitant du thème abordé ici, merci de compléter l'article en donnant les références utiles à sa vérifiabilité et en les liant à la section « Notes et références ».
Ogier de Danemarche (ou Hogier, ou Ogier le Danois ou Otger ou Otgar de Dannemarka) — en danois Holger Danske — est un chevalier danois légendaire qui apparaît pour la première fois dans la chanson de geste du cycle de Charlemagne ou Cycle du Roi. Héros de chanson de geste au XIIe siècle, il est repris par le roman chevaleresque tardif au XVIe siècle.

## Légende médiévale et personnage de folklore
Ogier, appelé aussi Okterus ou Autcharius en latin médiéval, est dans un premier temps un des douze fidèles capitaines de Charlemagne. Le fils de celui-ci, Charlot, tue le fils d'Ogier, Baudouinet, ce qui provoque la révolte d'Ogier, qui s'allie à Didier de Lombardie en 773 et combat contre son ancien maître Charlemagne. Cet épisode est raconté dans le poème de Raimbert de Paris, La chevalerie d'Ogier (env 1220).
Sa vie a été reprise par Jean d'Outremeuse au XIVe siècle.
Le nom Danemarche signifie « Danemark », rappelant un des nombreux mercenaires nordiques, avant qu'ils ne se mettent en rupture de ban et de lois, se transformant en vikings. En effet, le père d'Ogier est nommé « Godefroi », identifié parfois avec le roi des Danois Godefried, contemporain et ennemi de Charlemagne.
Ogier de Danemarche est représenté dans le jeu de cartes français par le valet de pique. La légende veut que Ogier de Danemarche se réveillera lorsque le Danemark sera en danger, idée reprise par Poul Anderson dans son roman Trois cœurs, trois lions (1961). Une statue d'Ogier est exposée dans les sous-sols du château de Kronborg, au Danemark, face à la Suède.

## Personnage honoré par un gisant
L'historiographe Mantelius, ou Mantel, relate le legs effectué en 801 par Charlemagne, à savoir les terres du premier comté de Looz, à Otger le Danois et à ses hoirs. Auda, la sœur de Otger, est présentée comme la compagne à la mode nordique de Roland.
Les gisants d'Ogier, ou Otger, le Danois et de son compagnon d'armes Benoît, en humbles habits monastiques, étaient, selon Dom Calmet, dans le chœur de l'abbaye Saint-Faron de Meaux, qui conservait aussi, avec ses reliques, l'épée et le bouclier en fer du guerrier danois.